# Bragança (Pará)
Bragança ist eine Hafenstadt am Ufer des Rio Caeté im Nordosten des brasilianischen Bundesstaates Pará. Bragança ist Verwaltungssitz des gleichnamigen Bezirks (município). Zu den größeren Ortschaften des Bezirks gehören Almoço, Caratateua, Nova Mocajuba, Piabas und Tijoca.

## Geschichte
Die Stadt geht auf eine im Jahr 1634 gegründete Ortschaft am Ostufer des Rio Caeté zurück und gehört so mit der Hauptstadt des Bundesstaates Pará, Belém (gegründet 1616), und der an der Bucht von Marajó gelegenen Stadt Vigia (ebenfalls um 1616) zu den ältesten portugiesischen Siedlungen der Region. Später wurde Bragança am westlichen Ufer des Flusses neu angelegt. Als Stadt wurde Bragança erst 1854 anerkannt.

## Wirtschaft und Tourismus
Bragança hat als Fischereihafen regionale Bedeutung. Die Landwirtschaft im Bezirk Bragança konzentriert sich auf den Anbau von Maniok, Bohnen und Reis, daneben werden Citrusfrüchte und Bananen geerntet. Neben der Bezirksverwaltung sind Handel und Bankwesen, Handwerk, das Gastronomie- und Hotelgewerbe sowie Betriebe im Umfeld der Fischerei wichtige Arbeitgeber. Der größte Teil der Bevölkerung lebt in ärmlichen Verhältnissen.
Insbesondere wegen des nördlich der Stadt gelegenen Strandortes Ajuruteua (0° 50′ S, 46° 36′ W) an der Atlantikküste ist Bragança ein beliebtes Ausflugsziel für die Bewohner von Belém. Das ursprünglich von Sklaven gefeierte São-Benedito-Fest (im Dezember; seit 1798) mit seinen traditionellen, farbenfrohen Kostümen und dem Tanz der Marujada hat sich ebenfalls zu einer Touristenattraktion entwickelt.